# Raoul Mortier
Raoul Mortier (né le 27 janvier 1881 à Paris et mort le 13 mars 1951 dans la même ville) est un philologue et lexicographe français. Il est principalement connu comme le directeur scientifique du Dictionnaire encyclopédique Quillet, publié par les Éditions Aristide Quillet.

## Biographie
Originaire de Paris, Raoul Mortier se spécialise très tôt dans l’étude de la langue française et des sciences du langage. Formé à la philologie et aux lettres, il collabore avec plusieurs maisons d’édition avant de rejoindre les éditions Aristide Quillet, dont il devient l’un des collaborateurs scientifiques majeurs.

## Carrière
Dans l’entre-deux-guerres, il est choisi par Aristide Quillet pour diriger un projet de grande ampleur : la réalisation d’un dictionnaire encyclopédique illustré destiné au grand public francophone.  
La première édition du Dictionnaire encyclopédique Quillet paraît en 1934 sous sa direction. Mortier en assure la coordination scientifique, supervisant à la fois les articles lexicographiques et encyclopédiques, ainsi que l’appareil iconographique.
Son rôle consiste à encadrer une équipe de spécialistes de diverses disciplines (sciences humaines, sciences exactes, histoire, littérature, arts), à garantir la rigueur scientifique des notices, et à rendre l’ensemble accessible au public non spécialiste.

## Travaux et publications
Outre sa direction du Dictionnaire encyclopédique Quillet, Mortier contribue à divers travaux lexicographiques et encyclopédiques. Son nom est associé à la tradition des grands ouvrages collectifs de référence en langue française du XXe siècle, dans la lignée des dictionnaires et encyclopédies populaires de l’époque.

## Héritage
Raoul Mortier demeure une figure importante de l’édition encyclopédique française. Le Dictionnaire encyclopédique Quillet, constamment réédité et mis à jour jusqu’à la fin du XXe siècle, est considéré comme son principal legs intellectuel. Il a contribué à démocratiser l’accès au savoir en rendant la culture générale disponible sous une forme pratique et illustrée, adaptée aux bibliothèques familiales et scolaires.